# Angelo Frilop
Angelo Frilop (Santo Domingo, República Dominicana, 8 de febrero de 1982) es un artista musical especializado como productor musical, arreglista y pianista. Es el líder fundador del grupo Barak, con quienes ha estado nominado al Latin Grammy y GMA Dove Awards, y ha sido ganador de Premios Soberano, Arpa, El Galardón y Redención.
Es el compositor de más de 100 canciones grabadas hasta la fecha, bajo su sello Frilop Music, ha producido para artistas como Rocío Crooke, Yamilka, Rosa Karina, Lorens Salcedo, y su misma banda Barak. En 2016, fue reconocido como Compositor del año en Premios El Galardón.

## Carrera musical

### Inicios
Ángelo Frilop es hijo de pastores y el tercero de 4 hermanos. A la edad de 14 años, el piano sería su instrumento favorito. Con el deseo de llegar a estar en el conservatorio nacional de música de su país, estudió con varios maestros de música, incluso, por su cuenta siendo autodidáctico durante un largo tiempo. Posteriormente, sería aceptado por esta institución para iniciar formalmente sus estudios de música por los próximo 5 años. También realizó sus estudios de Audio Digital en el Instituto Tecnológico de las Américas (ITLAS) y Producción musical en diferentes escuelas con profesores en línea.
A sus 23 años de edad, inicia como compositor y productor musical abriendo su estudio de grabación Dreams Studio, hoy llamado Frilop Studio / Music. Fungió como director musical por más de 10 años en la Iglesia Cristiana Tabernáculo de Adoración en República Dominicana.

### Grupo Barak (2009-actualidad)
Como parte del equipo de músicos encargados en la Iglesia Tabernáculo de Adoración, Angelo y Katiuska Avelino fungieron como un dúo musical, y en 2010 publicaron Mi gran Amor, su primer disco con 16 canciones de varios estilos musicales como el hip hop, el rock o el pop.
El significado etimológicamente de Barak, cuyo nombre tiene su origen en el antiguo hebreo, en español es «Postrado en adoración».
Posteriormente, Katiuska iniciaría una carrera solista, y se añadirían nuevos integrantes, donde hasta la fecha, han lanzado cinco álbumes y han colaborado con otros artistas como Christine D'Clario, Redimi2, Miel San Marcos, Marcos Brunet, Álex Campos, Generación 12, Marcos Yaroide, Tercer Cielo, entre otros.
Como parte de Barak, ha estado nominado en diversas ocasiones a Premios El Galardón como Compositor y Arreglista en 2014, 2015, 2018,
En 2024, formó parte del elenco de la película dominicana Justo a tiempo, junto a Vivian Fatule, Robert Green del Grupo Barak, Rubinsky RBK, Lizzy Parra, Yamilka, entre otros.

## Frilop Music
Frilop Music es un sello discográfico orientado al apoyo del talento musical cristiano. Actualmente, hacen parte de este sello los artistas Katiuska, Karina Rosa, Arisa y Yamilka.

## Créditos de producción
- 2009: Mi Gran Amor - Barak
- 2011: Lógica de otro mundo - Barak
- 2013: Generación Sedienta - Barak
- 2013: Confía - William García
- 2014: Tu Gloria - Maritza Voice
- 2015: Tu amor es todo - Obed Zuriel
- 2016: Generación Radical - Barak
- 2016: Incomparable - Yamilka
- 2016: Yahweh - Arisa
- 2019: Shekinah Live - Barak
- 2022: Fuego y poder - Barak

## Premios y reconocimientos

### Latin Grammy
| Año  | Categoría                        | Trabajo nominado   | Resultado |
| ---- | -------------------------------- | ------------------ | --------- |
| 2017 | Mejor álbum cristiano en español | Generación Radical | Nominados |
| 2023 | Mejor álbum cristiano en español | Fuego y Poder      | Nominados |

### Premios Dove
| Año  | Categoría                  | Trabajo nominado | Resultado |
| ---- | -------------------------- | ---------------- | --------- |
| 2020 | Álbum cristiano en español | Shekinah Live    | Nominado  |

### Premios El Galardón
| Año  | Categoría                  | Trabajo nominado      | Resultado |
| ---- | -------------------------- | --------------------- | --------- |
| 2014 | Canción del año            | «Espíritu Santo Ven»  | Ganadores |
| 2014 | Álbum Musical              | «Generación Sedienta» | Ganadores |
| 2014 | Dúo o Grupo                | «Barak»               | Ganadores |
| 2014 | Evento Musical             | «Barak Live»          | Nominados |
| 2014 | Arreglista del año         | Angelo Frilop         | Nominado  |
| 2014 | Compositor del año         | Angelo Frilop         | Nominado  |
| 2015 | Destacado en el extranjero | «Barak»               | Ganadores |
| 2015 | Dúo o Grupo                | «Barak»               | Ganadores |
| 2015 | Canción del año            | «Dios háblame»        | Nominados |
| 2015 | Compositor del año         | Angelo Frilop         | Nominado  |
| 2016 | Destacado en el extranjero | «Barak»               | Nominados |
| 2016 | Dúo o Grupo                | «Barak»               | Ganadores |
| 2016 | Compositor del año         | Angelo Frilop         | Ganador   |
| 2017 | Álbum Musical              | «Generación Radical»  | Ganadores |
| 2017 | Destacado en el extranjero | «Barak»               | Ganadores |
| 2018 | Destacado en el extranjero | «Barak»               | Ganadores |
| 2018 | Arreglista del año         | Angelo Frilop         | Nominado  |
| 2018 | Compositor del año         | Angelo Frilop         | Nominado  |
| 2019 | Destacado en el extranjero | «Barak»               | Nominados |

### Premios Soberano
| Año  | Categoría                      | Trabajo nominado | Resultado |
| ---- | ------------------------------ | ---------------- | --------- |
| 2015 | Música religiosa contemporánea | «Barak»          | Ganadores |
| 2016 | Música religiosa contemporánea | «Barak»          | Nominados |
| 2017 | Música religiosa contemporánea | «Barak»          | Nominados |
| 2018 | Música religiosa contemporánea | «Barak»          | Nominados |

### Premios Arpa
| Año  | Categoría            | Trabajo nominado                             | Resultado |
| ---- | -------------------- | -------------------------------------------- | --------- |
| 2017 | Mejor feat           | «Espíritu Santo» (Redimi2 con Barak)         | Ganadores |
| 2021 | Álbum del año        | Shekinah – Barak                             | Nominados |
| 2021 | Canción del año      | «Profetizaré» – Barak                        | Nominados |
| 2021 | Álbum Pop / Fusión   | Shekinah – Barak                             | Ganadores |
| 2021 | Álbum de dúo / grupo | Shekinah – Barak                             | Ganadores |
| 2021 | Productor del año    | Frilop, Ponciano, Green y Capel por Shekinah | Nominados |
| 2023 | Canción del año      | «Sí y Amén» – Barak                          | Ganadores |
| 2023 | Track de dúo / grupo | «Sí y Amén» – Barak                          | Ganadores |

### Premios Redención
| Año  | Categoría                | Trabajo nominado  | Resultado |
| ---- | ------------------------ | ----------------- | --------- |
| 2018 | Agrupación o dúo del año | «La Tierra Canta» | Nominados |